# Adrian Boberg
Adrian Bengt Valter Boberg, född 21 november 1988 i Stockholms län, är en svensk manusförfattare, komiker och programledare. 

## Biografi

### Uppväxt
Adrian Boberg växte upp i Lidingö kommun och gick på Gångsätra gymnasium.

### Radiokarriär
Adrian Boberg var en av komikerna i humorprogrammet Den stora kärleken som sändes i P3 2014.
Boberg blev 2015 programledare för radioprogrammet Fredag i P3 och därefter programledde han Helgen i P3. 2018 blev han programledare för radioprogrammet PP3 som sändes i P3 mellan 2013 och 2019 tillsammans med Linnéa Wikblad, Sara Kinberg och Helle Schunnesson.

### Film och tv-karriär
Adrian Boberg har skrivit manus för humorprogram i tv, bland annat Partaj i Kanal 5.
2018 skrev Boberg tillsammans med Lina Åström, Marja Nyberg och Erik McAllister SVT:s julkalender Storm på Lugna gatan som mottog utmärkelsen Årets berättare på Riagalan 2019.
2021 var Boberg huvudförfattare för TV-serien Bert tillsammans med Tapio Leopold.

## Filmografi (i urval)

### Manus
- 2011–2012 – Extra! Extra! (TV-serie)
- 2012–2013 – Partaj (TV-program)
- 2014 – Bastuklubben
- 2015 – Inte OK
- 2018 – Storm på Lugna gatan (TV-serie)
- 2019 – Smartare än en femteklassare
- 2021 – Bert (TV-serie)

### Skådespelare
- 2012–2013 – Partaj (TV-program)
- 2018 – Dips (TV-serie)
- 2021 – Bert (TV-serie)

## Utmärkelser
- 2019 - Årets berättare på Riagalan